# Предко Олена Іллівна
Оле́на Іллі́вна Прє́дко (нар. 2 січня 1958 року, с. Чапаєвка, Черкаської області) — вчена-філософ, доктор філософських наук (2006), професор (2008), голова Київської організації Української асоціації релігієзнавців (2009).

## Біографічні дані
Народилася 2 січня 1958 року в Чапаєвці, Черкаської області. У 1980 році закінчила Київський університет.
У 1980—1982 роках працювала викладачем у Кіровоградському інституті сільськогосподарського машинобудування. З 1986 по 1995 рік викладала у Ніжинському педагогічному інституті. У 1995—1999 роках на викладацькій посаді в Київському медичному інституті Української асоціації народної медицини. З 1999 року працює в Київському національному університеті, з 2007 року там же — професором кафедри релігієзнавства.

## Наукова робота
Досліджувала філософію та психологію релігії, а також історію українського та зарубіжного релігієзнавства.

### Основні праці
За ЕСУ:
- Психологія релігії: історія, теорія, релігієзнавчі виміри. — Київ, 2005;
- Психологія релігії: особливості предмету та роль у системі академічного релігієзнавства // Філософська та політологічна освіта в Україні на перетині тисячоліть. — Київ, 2007;
- Віра як релігієзнавчо-психологічний феномен: сутність та форми прояву // Історія. Філософія. Релігієзнавство. — 2008. — № 1;
- Етнічна складова психології релігії: український контекст // Там само. — 2009. — № 4;
- К. Юнг про морально-духовний потенціал релігії // Філософські проблеми гуманітарних наук: Альманах. — 2010. — № 19;
- Молитва як діалог людини та Бога: релігієзнавчий аспект // Софія. — 2019. — № 1;
- Безпека, релігія, церква в сучасному суспільстві. — Вінниця, 2021 (співавтор);
- Релігійна безпека в Україні в умовах коронавірусної пандемії. — Вінниця, 2021 (співавтор);
- Його Всесвятість Варфоломій I про духовні імперативи православного богослов'я // Софія. — 2022. — № 1.[1]